# Trudy de Jong
Geertruida Johanna (Trudy) de Jong (Amsterdam, 24 januari 1948) is een Nederlands actrice, voornamelijk bekend van haar rol als Nanette van Schie in De Sylvia Millecam Show. Tevens is ze bekend van haar rol als Corry de Reuver in Voetbalvrouwen en als Beppie Karelse in Overspel.

## Carrière
Na de middelbare school volgde De Jong een opleiding aan de Amsterdamse Theaterschool, waar ze in 1972 eindexamen deed. Daarna volgde ze een half jaar lessen bij Allan Miller in New York. De Jong debuteerde bij Toneelgroep De Appel en speelde later bij  tg Centrum. Vanaf 1976 speelde ze bij Toneelgroep Baal en later bij Art & Pro.
Naast haar acteerwerk geeft De Jong les aan de Frank Sanders Academie. Ze is getrouwd met acteur Theo de Groot en richtte samen met hem en actrice Elsje de Wijn Toneelgroep Dorst op, die zich voornamelijk bezighoudt met Nederlands repertoire. De Jong speelt onder andere de hoofdrol in "Coco Chanel" (2015).
In 1991 ontving ze de Colombina voor haar rol in Toeval Voorval. Zes jaar later ontving ze de Theo d'Or voor haar rol in het toneelstuk Kaspar.

## Filmografie (beknopt)
- Amsterdam Affair (1968)
- Een vrouw als Eva (1979) - tante
- Ons goed recht (1979) - 1 afl.
- De nieuwe Mendoza (1980) - Wilhelmine
- Bekende gezichten, gemengde gevoelens (1980) - Margot
- De Lemmings (1981) - Koosje Hamelen (2 afl.)

- Mama is boos! (1986) - Jenny
- Iris (1987) - Bregje
- Oude Tongen (1994) - Moeder van Roy
- De Sylvia Millecam Show (1994) - Nanette van Schie (26 afl.)
- Flodder 3 (1995) - Buurvrouw
- Baantjer (1999) - Thea Dobbe (afl. De Cock en de moord op de bruid)
- Rozengeur & Wodka Lime (2001) - Hubertine Borgman
- Russen (2001) - Nellie Wijnands
- Ja zuster, nee zuster (2002) - Trudie
- Baantjer (2003) - Katherina van den Heuvel (afl. De Cock en de moord op het water)
- Ellis in Glamourland (2004) - Serveerster
- Kinderen geen bezwaar (2004) - Emmy
- Keyzer & De Boer Advocaten (2005) - Rita Groenewoude
- Gooische Vrouwen (2006)
- Voetbalvrouwen (2008) - Corry de Reuver
- Radeloos (2008) - Tante van Yara
- Overspel (2011) - Beppie Karelse
- De verbouwing (2012) - Mevrouw Vermeulen
- Divorce (2012-2016) - Hetty Hulskamp
- Flikken Maastricht (2020) - Mevrouw van Os (afl. Wie met het zwaard omgaat)
- De terugreis (2024) - Corry
- Goudappels (2024) - Jannetje Scheepmaker

## Theater
- 2007 - Drang, toneelgroep Dorst, regie Porgy Franssen
- 2015 - Coco Chanel, toneelgroep Dorst
- 2018-heden: Judas, als Stien Holleeder (naar het gelijknamige boek van Astrid Holleeder)[1]